# La Musicale
 (avril 2022).
La Musicale est une émission de télévision musicale, produite par Séquence SDP et présentée par Emma de Caunes. La première de l'émission a eu lieu le 3 décembre 2004 sur Canal+. Elle a reçu des artistes tels que Amy Winehouse, Iggy Pop, Alicia Keys, Tom Jones, Seal, Robbie Williams, Muse, Texas, The Strokes pour des performances et des duos.

## Les émissions

### La Musicale N°1: Le 3 décembre 2004
Cali, Mickey 3D, Laetitia Shériff, Miossec, Tryo, Tété, Franck Monnet, Keren Ann

### La Musicale N°2: Le 19 février 2005
Alain Bashung, Emilie Simon, Natalia M. King, Bénabar, Tiken Jah Fakoly, Camille, Daniel Darc, Christophe

### La Musicale N°3: Le 9 mars 2005
M, DJ Shalom, Julien Baer, Bumcello, Albin De La Simone, Mathieu Boogaerts, Las Ondas

### La Musicale N°4: Le 25 mai 2005
Mickey 3D, Amadou & Mariam, Yvan Marc, Tahiti 80, Alex Beaupain, La Phaze, Mouss & Hakim, Yann Tiersen

### La Musicale N°5: Le 29 septembre 2005
Louise Attaque, Anaïs, La Grande Sophie, Saïan Supa Crew, Philippe Katerine, Barbara Carlotti, Dionysos

### La Musicale N°6: Le 5 décembre 2005
Robbie Williams, The Strokes, Texas, Richard Ashcroft, El Presidente

### La Musicale N°7, "Spéciale Gainsbourg": Le 28 février 2006
Jane Birkin, Miossec, Placebo, Emilie Simon, The Rakes, Dionysos, The Kills, Grand Corps Malade, Jarvis Cocker, Disiz La Peste, Carla Bruni, Sly & Robbie, Daniel Darc, K2R Riddim

### La Musicale N°8: Le 9 juin 2006
Muse, Bell Rays, CirKus, Jim Noir, Fat Freddy's Drop

### La Musicale N°9: Le 7 octobre 2006
Miossec, Diam's, Cassius, Juliette and the Licks, Son of Dave

### La Musicale N°10: Le 6 novembre 2006
Gnarls Barkley, Jamelia, Kasabian, Fishbone, Ayọ

### La Musicale N°11: Le 27 mars 2007
Les Rita Mitsouko, Sharon Jones & The Dap Kings, Nneka, Emmanuelle Seigner, Olivia Ruiz, Valérie Leulliot

### La Musicale N°12: Le 5 octobre 2007
Vanessa Paradis, Amy Winehouse, Ben Harper, Shivaree, Kate Nash, Stéphane Eicher, Aṣa

### La Musicale N°13 à L'Olympia: Le 18 mars 2008 (suite deLa Musicale en tournée)
The Kills, Gossip, The Blakes, Pete And The Pirates

### La Musicale N°14: Le 3 juin 2008
NTM, Tricky, Patrice, Sefyu

### La Musicale N°15: Le 12 septembre 2008
Carla Bruni, Christophe, Camille, Alister

### La Musicale N°16 Spéciale Cabaret: Le 22 décembre 2008
Seal, Tom Jones, The Bellrays, The Dynamites, Alice Russell, Kitty Daisy & Lewis, Eli Paperboy Reed, Molly Johnson, The Puppini Sisters, Vigon

### La Musicale N°17 "Nightclubbing II": Le 27 avril 2009
Iggy Pop seul et en duo avec : Grace Jones, Ayọ, Keren Ann, Benjamin Biolay, Michel Houellebecq, Arielle Dombasle, Stephan Eicher, Izia, China Moses, Peaches, Catherine Ringer

### La Musicale N°18 à L'Olympia: Le 9 juillet 2009 (suite deLa Musicale en tournée)
Placebo, Ghinzu, Jim Jones Revue, Kap Bambino

### La Musicale N°19 Spéciale Filles: Le 21 décembre 2009
Alicia Keys, The Noisettes, Emilie Simon, Imany, Ebony Bones

### La Musicale N°20: Le 18 juin 2010
Benjamin Biolay, Gaëtan Roussel, BB Brunes, Curry and Coco, Luke, Mustang, Viktor Huganet, Hillbilly Moon Explosion.

### La Musicale N°21 "Spécial Gorillaz" au Zénith: Le 4 décembre 2010
Samedi 4 décembre à 20h50 sur Canal+, avait lieu une exceptionnelle 20e de "La Musicale" au Zénith, durant laquelle Emma De Caunes a reçu le groupe britannique pour une session live exceptionnelle.

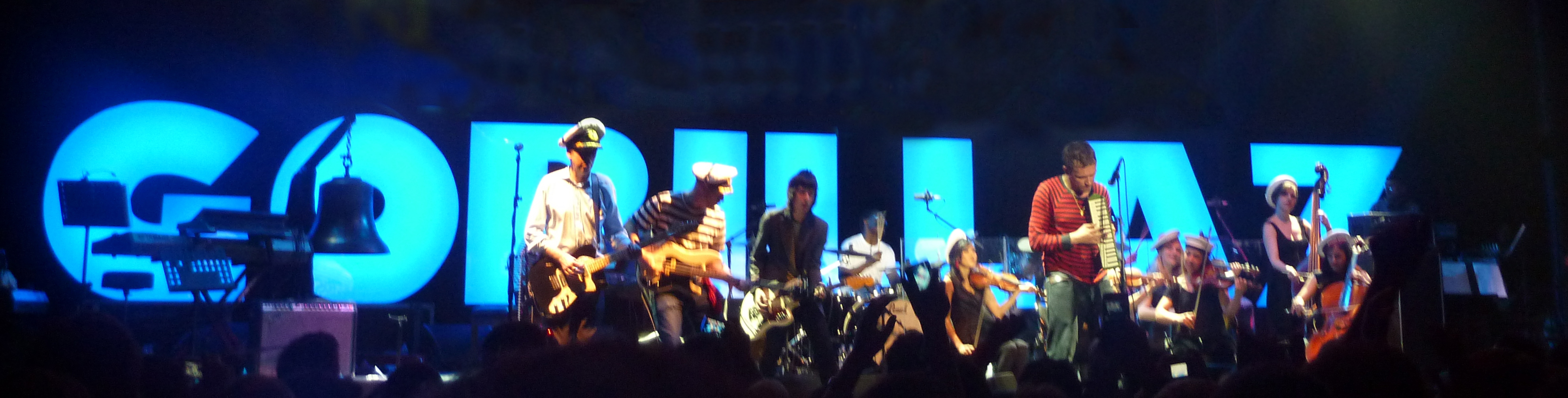
Gorillaz, le 4 décembre 2010

### La Musicale N°?: Le 23 avril 2011
Raphael Saadiq, The Dø, Ayọ, Jessie J, Saul Williams, True Live

### La Musicale N°24 Spéciale Filles: Le 18 novembre 2011
Florence and the Machine, Brigitte, Camille, Selah Sue, Izïa Higelin, Imany, Little Dragon, Anna Calvi, Beth Hart,Lana Del Rey